# 威爾帕圖國家公園
8°26′N 80°00′E / 8.433°N 80.000°E

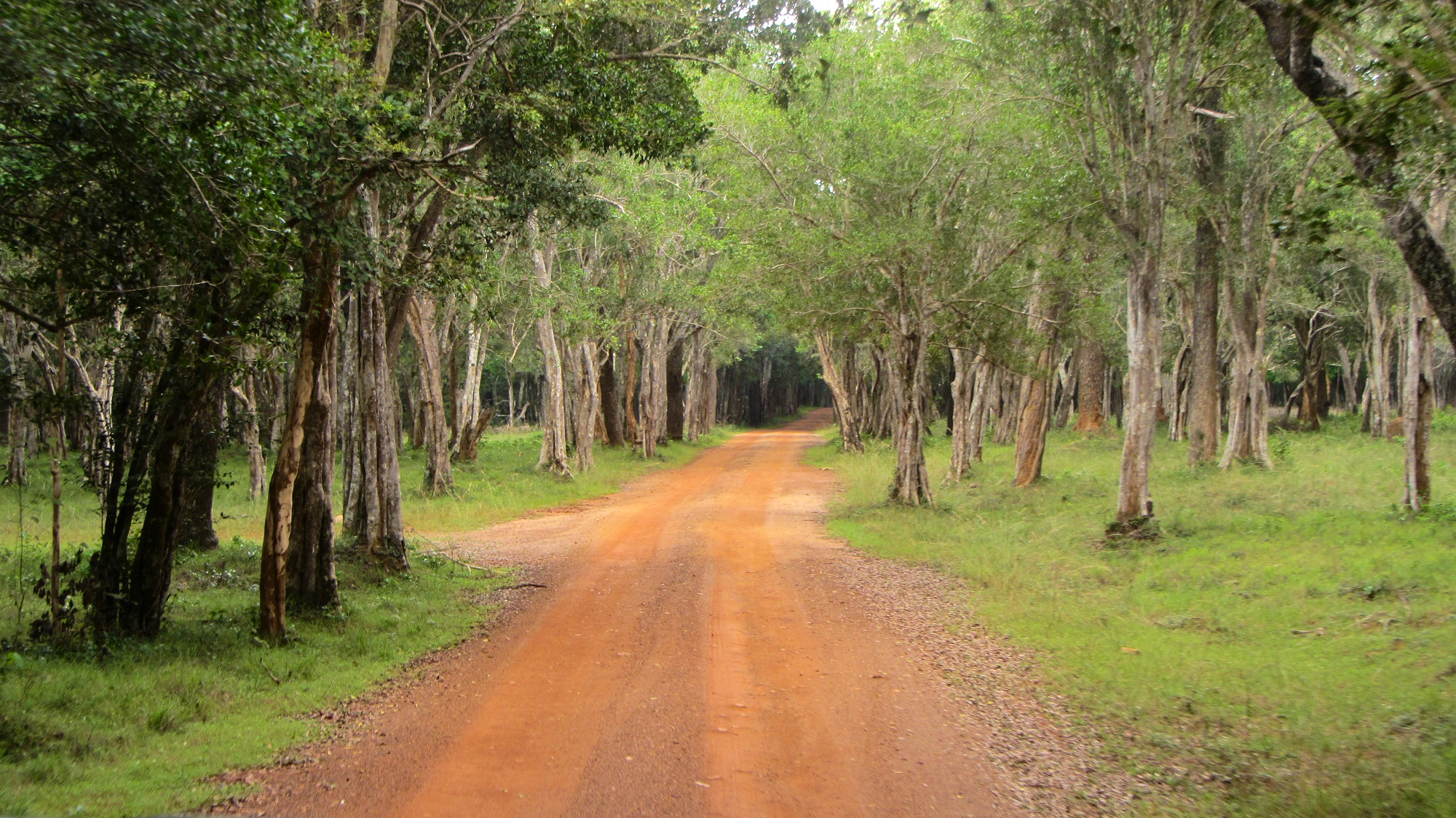

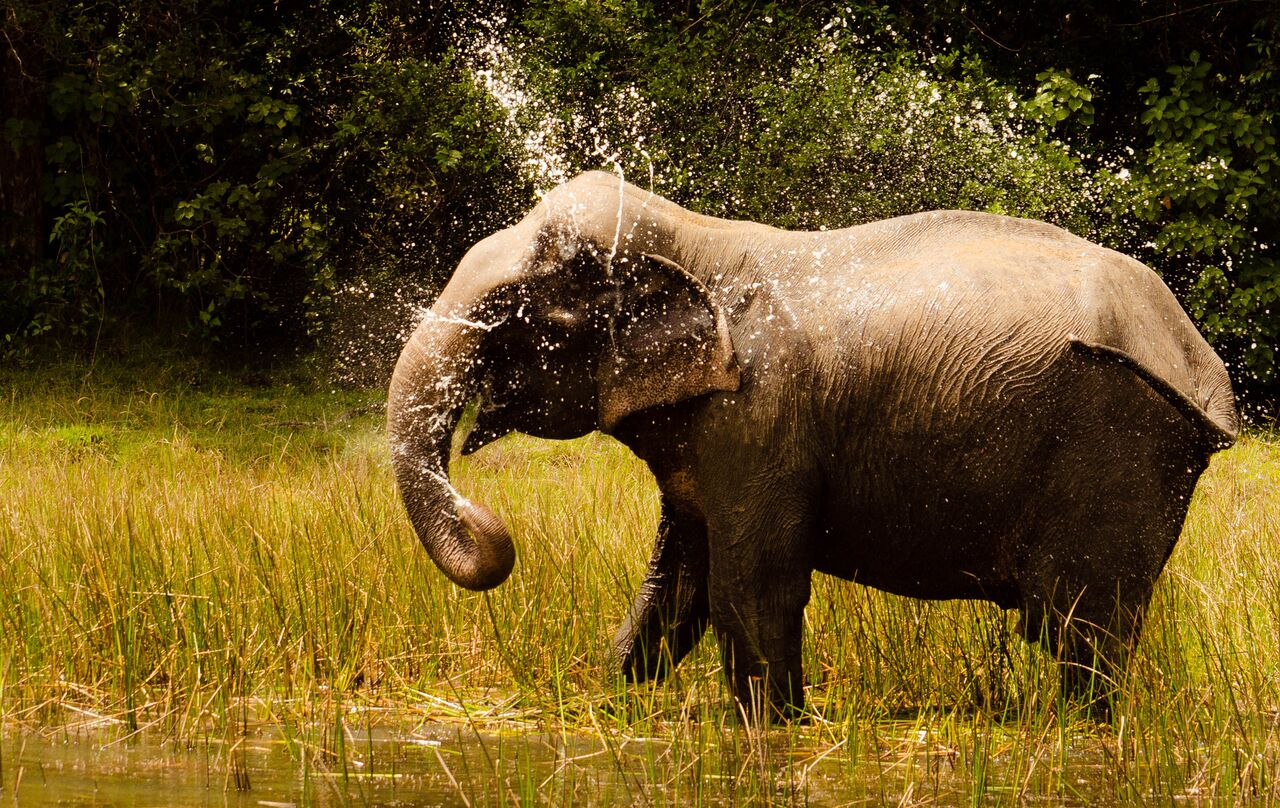

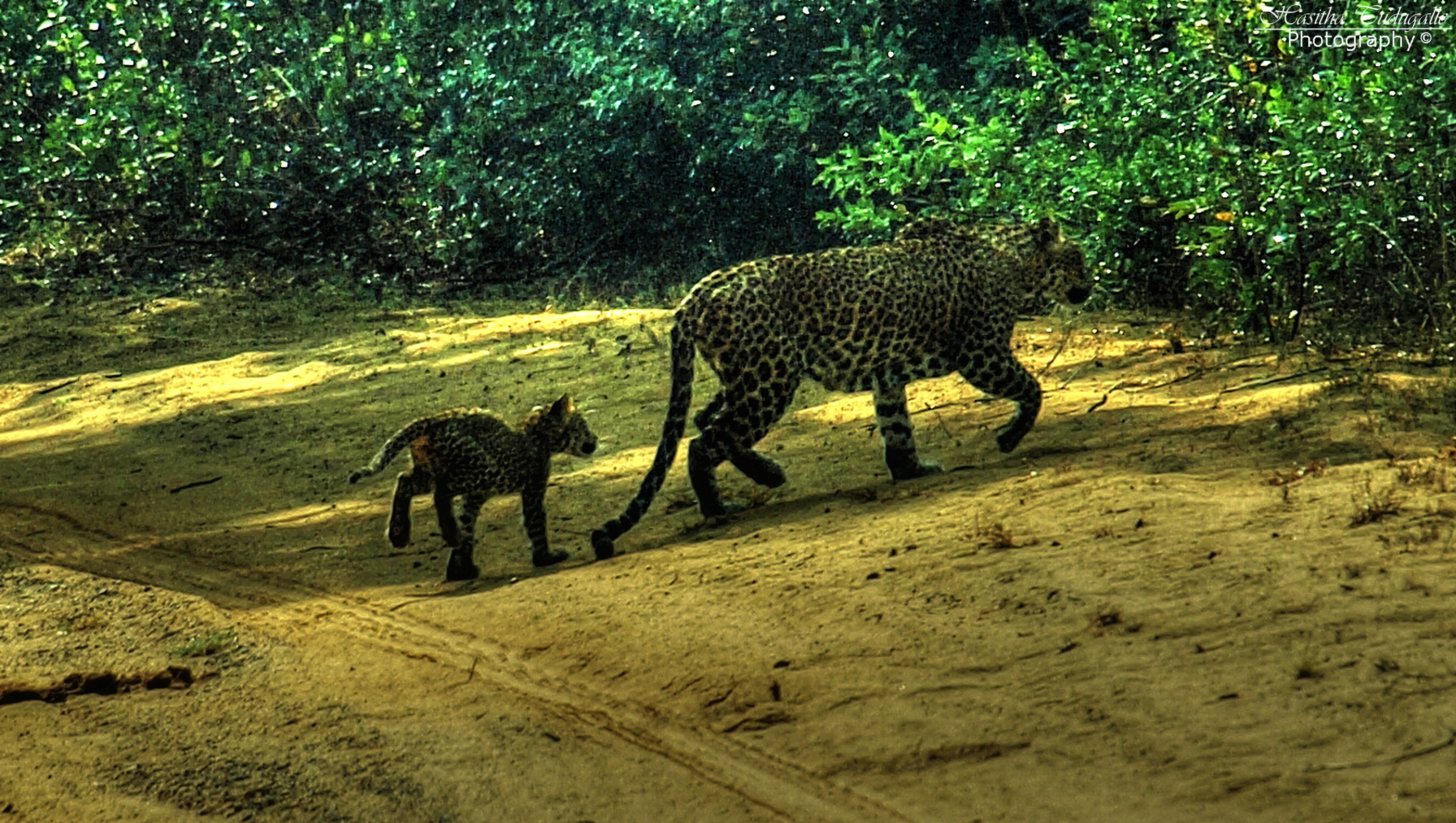

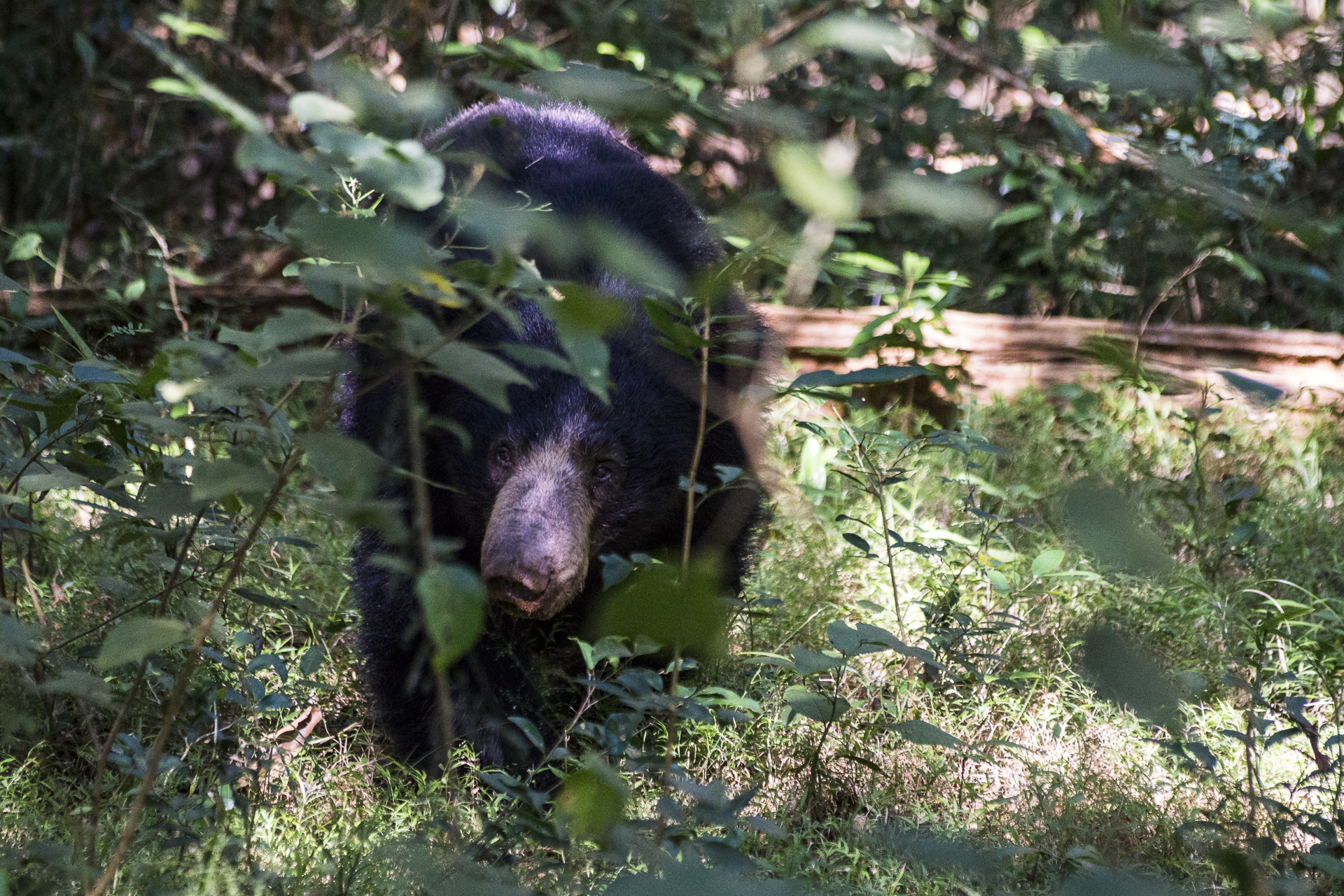

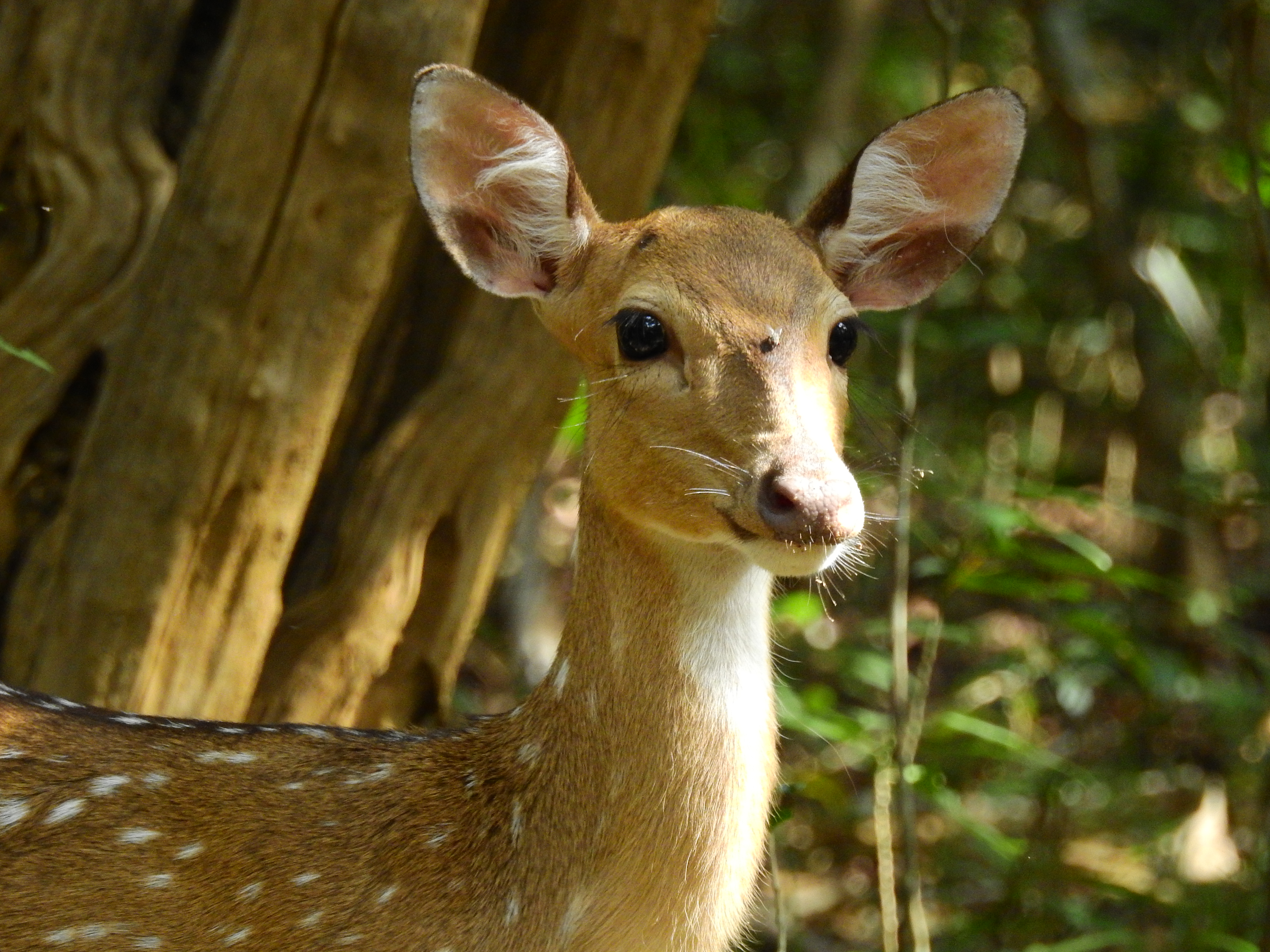

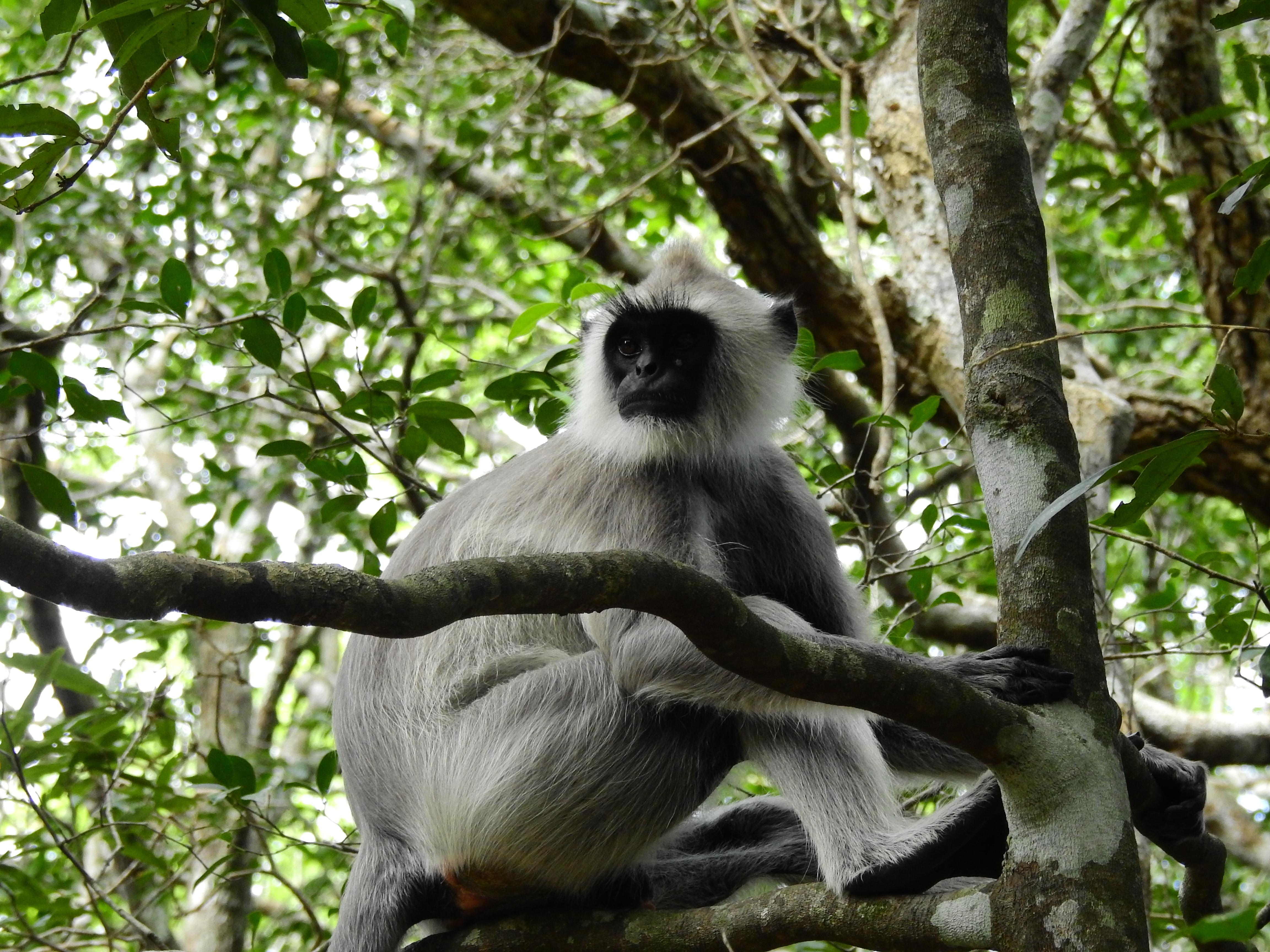

威爾帕圖國家公園是斯里蘭卡的國家公園，位於該國西北部，橫跨西北省和北中省，距離首都可倫坡180公里，成立於1938年12月25日，面積1,317平方公里。